# Ramayana

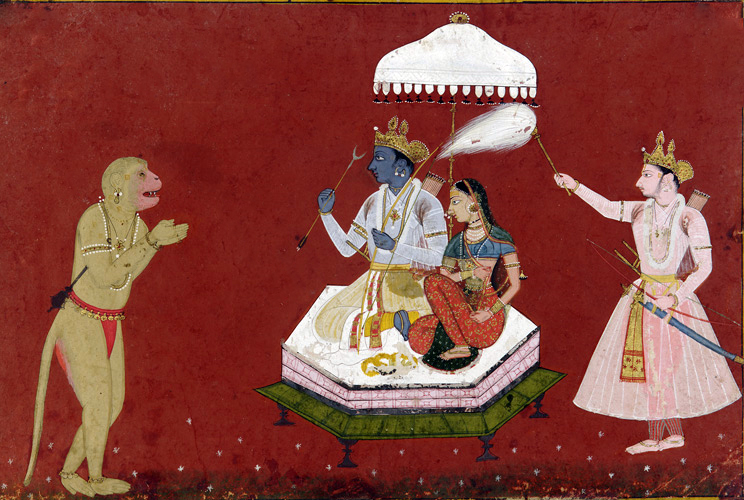
Hanuman în fața lui Rama.

Ramayana (în sanscrită: रामायणम्, Rāmāyaṇam, nume sancrit pronunțat: [rɑːˈmɑːjəɳəm]) este o epopee antică, scrisă în sanscrită de către poetul Valmiki. Reprezintă totodată o carte importantă a hinduismului. Ramayana conține 24.000 de versuri, lucru care o face să fie cel mai lung poem din Antichitate, și povestește despre călătoriile divinului prinț Rama, a cărui soție, Sita, este răpită de către demonul Ravana. Se pare că versiunea cunoscută astăzi a fost scrisă în perioada 500 - 100 î.Hr., în hindi arhaică.

## Povestire
Este cea de-a doua mare epopee a Indiei antice după Mahābhārata și datează din secolul IV (patru) î.Hr. Redactarea acesteia îi este atribuită legendarului poet Valmiki.
Ramayana este povestea prințului Rama, care, urmărit de gelozia uneia dintre soțiile tatălui său, regele Dashar-ta, este silit să se retragă în codri, întovărășit de către soția sa, Sita și de fratele său, Laksmana.
În pădure, la marginea unei ape curgătoare, ei își construiesc o colibă și, încetul cu încetul, încep să se obișnuiască cu noul mod de viață.
Într-o zi, în timpul unei plimbări prin pădure, o principesă văduvă îl vede pe Rama și se îndrăgostește de el. Rama însă îi rezistă. Ofensată, principesa pune la cale răpirea Sitei, ajutată fiind de fratele său, Ravana.
Rama se aliază cu regele maimuțelor, Gurgi-va, și reușește s-o elibereze pe Sita.
Bănuind că nu i-a fost credincioasă, Rama își repudiază soția. Aceasta, jignită de acuzatia lui Rama, urcă pe rug, dar flăcările nu o ating. Deși își dă seama că a greșit și își retrage acuzația, Rama este obligat să-și expulzeze soția din pricina aluziilor injurioase pe care curtenii i le aduc acesteia.
După ani de zile, Sita, împreună cu cei doi fii ai săi, va participa la o jertfă, organizată de Rama. Ea va fi recunoscută de soțul său.
Sita își va jura din nou nevinovăția, pierind apoi, pentru totdeauna. În epopeea aceasta pasajele de narațiune se îmbină armonios cu descrierile de natură sau cu efuziunile lirice.
Prin Rama epopeea impune figura unui erou plin de curaj și animat de un puternic spirit de dreptate.